# Tallassee (Alabama)
Tallassee é uma cidade localizada no estado americano de Alabama, no Condado de Elmore e Condado de Tallapoosa.

## Demografia
Segundo o censo americano de 2000, a sua população era de 4934 habitantes.
Em 2006, foi estimada uma população de 5072, um aumento de 138 (2.8%).

## Geografia
De acordo com o United States Census Bureau, a localidade tem uma área de 26,4 km², dos quais 25,0 km² cobertos por terra e 1,4 km² cobertos por água. Tallassee localiza-se a aproximadamente 177 m acima do nível do mar.

## Localidades na vizinhança
O diagrama seguinte representa as localidades num raio de 32 km ao redor de Tallassee.